# Ernest Bour
Ernest Bour (Thionville, 20 aprile 1913 – Strasburgo, 20 giugno 2001) è stato un direttore d'orchestra francese, nato nella Mosella allora sotto dominazione tedesca. Boer studiò sia all'università che al Conservatorio di Strasburgo dove ebbe come maestri Fritz Münch e Hermann Scherchen.

## Biografia
Dopo essere stato direttore di coro a Ginevra e Strasburgo, divenne direttore dell'Orchestra di Mulhouse nel 1941. Nel 1950 passò a dirigere l'Orchestra filarmonica di Strasburgo e nel 1955 quella dell'Opéra national du Rhin, dove diresse la prima esecuzione dell'opera Puck di Marcel Delannoy nel 1949. Fu direttore principale della SWF Symphony Orchestra di Baden-Baden dal 1964 al 1979. Diresse la prima europea della Sinfonia di Luciano Berio nel 1969 al Festival di Donaueschingen con la Southwest German Radio Symphony Orchestra. Dal 1976 al 1987 fu direttore ospite della The Netherlands Radio Chamber Orchestra a Hilversum.
Il repertorio di Bour era composto soprattutto di musica di autori contemporanei. Realizzò alcune prime esecuzioni di Bussotti, Ferneyhough, Górecki, Ligeti, Rihm, Stockhausen e Xenakis, la prima esecuzione francese della sinfonia Mathis der Maler di Hindemith, la prima di La carriera di un libertino di Stravinsky e la prima europea di Trailing Vortices di Susman. Le sue registrazioni vanno da François Couperin ad André Jolivet, ma forse la sua registrazione più nota è quella di Atmospheres di György Ligeti con la Southwest German Radio Symphony Orchestra ("Sinfonieorchester des Südwestfunks") di Baden-Baden inserita nella colonna sonora del film 2001: Odissea nello spazio.
Bour morì a Strasburgo all'età di ottantotto anni.